# Trampot
Trampot és un municipi francès, situat al departament dels Vosges i a la regió del Gran Est. L'any 2007 tenia 117 habitants.

## Demografia

### Població
El 2007 la població de fet de Trampot era de 117 persones. Hi havia 55 famílies, de les quals 16 eren unipersonals (4 homes vivint sols i 12 dones vivint soles), 19 parelles sense fills, 12 parelles amb fills i 8 famílies monoparentals amb fills.
La població ha evolucionat segons el següent gràfic:
Habitants censats

### Habitatges
El 2007 hi havia 65 habitatges, 53 eren l'habitatge principal de la família, 4 eren segones residències i 8 estaven desocupats. 64 eren cases i 1 era un apartament. Dels 53 habitatges principals, 48 estaven ocupats pels seus propietaris, 2 estaven llogats i ocupats pels llogaters i 4 estaven cedits a títol gratuït; 3 tenien dues cambres, 5 en tenien tres, 11 en tenien quatre i 35 en tenien cinc o més. 39 habitatges disposaven pel capbaix d'una plaça de pàrquing. A 30 habitatges hi havia un automòbil i a 16 n'hi havia dos o més.

### Piràmide de població
La piràmide de població per edats i sexe el 2009 era:
| Homes | Edats   | Dones |
| ----- | ------- | ----- |
| 0     | 95 o +  | 0     |
| 0     | 90 a 94 | 4     |
| 0     | 85 a 89 | 0     |
| 4     | 80 a 84 | 4     |
| 0     | 75 a 79 | 4     |
| 4     | 70 a 74 | 0     |
| 4     | 65 a 69 | 4     |
| 4     | 60 a 64 | 8     |
| 4     | 55 a 59 | 0     |
| 0     | 50 a 54 | 4     |
| 8     | 45 a 49 | 4     |
| 12    | 40 a 44 | 12    |
| 4     | 35 a 39 | 4     |
| 0     | 30 a 34 | 4     |
| 4     | 25 a 29 | 0     |
| 8     | 20 a 24 | 0     |
| 0     | 15 a 19 | 4     |
| 4     | 10 a 14 | 4     |
| 8     | 5 a 9   | 0     |
| 4     | 0 a 4   | 0     |

## Economia
El 2007 la població en edat de treballar era de 70 persones, 50 eren actives i 20 eren inactives. De les 50 persones actives 47 estaven ocupades (30 homes i 17 dones) i 3 estaven aturades (2 homes i 1 dona). De les 20 persones inactives 10 estaven jubilades, 3 estaven estudiant i 7 estaven classificades com a «altres inactius».

### Ingressos
El 2009 a Trampot hi havia 50 unitats fiscals que integraven 111 persones, la mediana anual d'ingressos fiscals per persona era de 16.894 €.

### Activitats econòmiques
Dels 4 establiments que hi havia el 2007, 1 era d'una empresa de fabricació d'altres productes industrials, 1 d'una empresa de construcció, 1 d'una empresa de serveis i 1 d'una entitat de l'administració pública.
L'únic servei als particulars que hi havia el 2009 era un paleta.
L'any 2000 a Trampot hi havia 10 explotacions agrícoles que ocupaven un total de 1.210 hectàrees.

## Poblacions més properes
El següent diagrama mostra les poblacions més properes.